# Eline Vere
Eline Vere est un roman écrit par Louis Couperus en 1889. Le roman est l'une des œuvres les plus connues de la littérature impressionniste néerlandaise et il est le premier des romans sur La Haye de Couperus. 
La protagoniste, Eline Vere, est une jeune femme malheureuse, une hédoniste confrontée à elle-même parce qu'elle est incapable de discerner ses sentiments et son libre arbitre entre les faits que la vie lui annonce. De ce fait, elle ne réussit pas à engager une relation à long terme. Devenue malheureuse et folle, elle se suicide finalement. 
D'autres thèmes du livre sont : l'esbroufe et ses gaffes, la vie bohémienne personnifiée par Vincent Vere (le cousin d'Eline) et la philosophie générale de l'amourette[pas clair].

## Adaptation cinématographique
En 1991, le réalisateur belge Harry Kümel adapte Eline Vere au cinéma, avec des acteurs comme Marianne Basler et Aurore Clément.